# François Nourissier
François Nourissier (nacido el 18 de mayo de 1927 en París, y murió en París el 15 de febrero de 2011) fue un periodista y escritor francés. Durante treinta años fue miembro de la Academia Goncourt.

## Biografía
François Nourissier fue secretario general de Éditions Denoël (1952-1955), editor de la revista La Parisienne (1955-1958), y asesor de Éditions Grasset (1958-1996). Está vinculado a la escuela de los Húsares.
Fue elegido miembro de la Académie Goncourt en 1977. Cubrió a Raymond Queneau, se convirtió en secretario general en 1983 y presidente desde 1996 a 2002. Dimitió en 2008 por razones de salud.
En 1962, se casó con Helen Cecilia Muhlstein (1936-2007), pintora y relacionada con la familia Rothschild. Su relación tormentosa, marcada por el alcoholismo, la plasmó en el libro pseudo-autobiográfico, Eau-de-feu (2008).

## Obra
- 1951 - L'Eau grise
- 1952 - La vie parfaite
- 1955 - Lorca, dramaturge[2]
- 1956 - Les Orphelins d'Auteuil
- 1956 - Les Chiens à fouetter
- 1957 - Le Corps de Diane
- 1958 - Bleu comme la nuit
- 1964 - Un petit bourgeois
- 1965 - Une histoire française (Gran Premio de Novela de la Academia Francesa)
- 1970 - Le Maître de maison
- 1970 - La Crève (prix Femina)
- 1973 - Allemande
- 1975 - Lettre à mon chien
- 1978 - Le musée de l'homme
- 1981 - L'Empire des nuages
- 1987 - En avant, calme et droit
- 1985 - La Fête des pères
- 1990 - Bratislava
- 1992 - Le Gardien des Ruines
- 1996 - Roman volé
- 1997 - Le Bar de l'escadrille
- 2000 - À défaut de génie
- 2003 - Prince des berlingots
- 2005 - La Maison Mélancolie
- 2008 - Eau-de-feu